# Ceinture volcanique de Garibaldi
La ceinture volcanique de Garibaldi (en anglais : Garibaldi Volcanic Belt) ou chaîne volcanique de Garibaldi est une ceinture volcanique de Colombie-Britannique, au Canada. Constituée par un ensemble de volcans, elle se situe dans le nord des chaînes côtières du Pacifique, dans l'arc volcanique des Cascades.

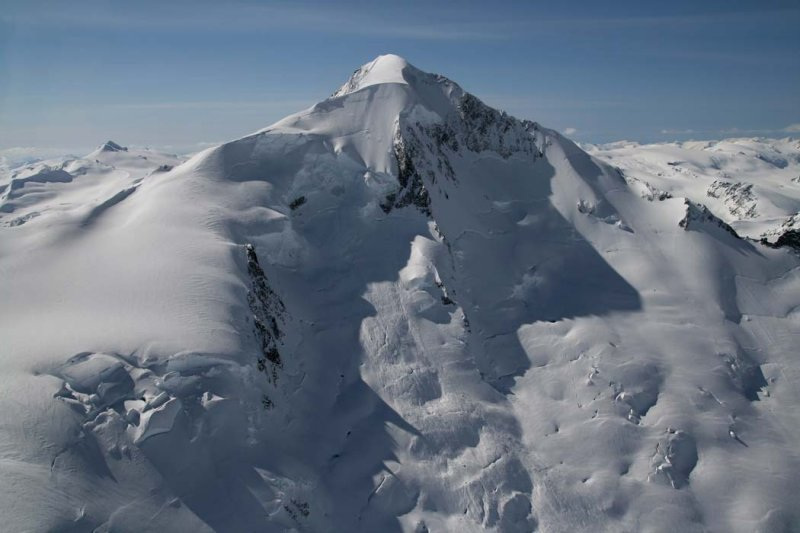
Le mont Silverthrone, point culminant de la ceinture volcanique de Garibaldi.